# 鶴田町
鶴田町（日语：／ Tsuruta machi */?）是位於日本青森縣中部的町。轄區地處津輕平原的中央地區，一級河川岩木川流經町內並往北流，西南部則坐落著被稱為「津輕富士見湖」的廻堰大貯水池。當地在生活、教育與醫療等方面和周邊的弘前市、五所川原市與津輕市有著密切的關聯。鶴田町的司特本 (Steuben) 葡萄產量位居日本第一。全長300公尺，橫跨廻堰大貯水池的鶴之舞橋則是當地著名的景點，也是日本最長的木製三連太鼓橋。

## 地理
鶴田町境內約66.3%的土地為農業用地。當地在氣候上屬於日本海側氣候。夏季持續時間較短且較為涼爽。冬季受到高氣壓影響，由西風刮起的暴風雪對當地居民的日常生活造成影響。

## 歷史
16世紀後期，當時的鶴田地區被稱為「北野」，並且被長滿蘆葦的濕地覆蓋。寬永至慶安年間 (1640年代) ，弘前藩第3代藩主津輕信義下令對岩木川流域展開大規模的治水與開拓工程。慶安4年 (1651年) ，鶴田村成立。萬治3年 (1660年) ，第4代藩主津輕信政為開墾當地的新田 (新田開發) 而修築堤防，並且興建廻堰大貯水池。昭和16年 (1941年) 10月，當地為因應人口增加而改制為鶴田町。1950年代日本公布町村合併促進法後，昭和30年 (1955年) 3月1日，舊鶴田町、六鄉村、梅澤村與水元村合併成現今的鶴田町。

## 行政
- 町長：相川正光（首任）任期：2014年（平成22年）8月20日
- 町議會：12人

## 產業
鶴田町和津輕地區的其他行政區劃皆盛行蘋果栽培，而當地也生產櫻桃與葡萄。

## 交通

### 鐵道路線
- 東日本旅客鐵道（JR東日本）
  - 五能線：陸奧鶴田車站 - 鶴泊車站

### 巴士
- 弘南巴士

### 道路
- 一般國道
  - 國道339號
- 主要地方道
  - 青森縣道37號弘前柏線
  - 青森縣道38號五所川原黑石線
- 一般縣道
  - 青森縣道137號七之館板柳線
  - 青森縣道150號持子澤鶴田線
  - 青森縣道153號山田鶴田線
  - 青森縣道154號妙堂崎五所川原線
  - 青森縣道158號胡桃館鶴田線
  - 青森縣道159號大泉姥萢線
  - 青森縣道160號羽野木澤梅田線
  - 青森縣道240號鶴田停車場線
  - 青森縣道249號鶴田停車場胡桃館線
  - 青森縣道250號陸奧鶴田停車場線
  - 青森縣道265號鶴田五所川原單車道線

## 觀光
- 津輕富士見湖（迴堰大溜池）-國土交通省認定為水之鄉百選

- 鶴之舞橋

- 富士見湖公園
- 鶴之里故鄉館
- 丹頂鶴自然公園

- 櫻花觀賞公園
- トドロッポ之木（トド松樹，縣天然記念物，妙堂崎字掛元）估計樹齡約350年。（页面存档备份，存于）
- 地方自治團體廣場（五能線陸奧鶴田車站一併設置）
- 鶴田節（8月14日 - 8月16日）

## 教育

### 高校
- 青森縣立鶴田高校

### 中學
- 鶴田町立鶴田中學

### 小學
- 鶴田町立梅澤小學
- 鶴田町立胡桃館小學
- 鶴田町立菖蒲川小學
- 鶴田町立鶴田小學
- 鶴田町立富士見小學
- 鶴田町立水元中央小學

## 姊妹都市

### 國內
- 鹿兒島縣鶴田町 - 於1997年（平成9年）8月6日締結姊妹都市，已於2005年（平成17年）3月22日與宮之城町、薩摩町合併為新薩摩町。

### 海外
- 美國奧勒岡州胡德里弗市- 於1977年（昭和52年）7月27日締結姊妹都市，於蘋果的產地、教育、文化、產業作交流，及中學生高校生大使的交流。

### 名人
- 一戶總太（拳擊手）
- 竹浪正造（繪日記作家）